# Граница (филм из 1997)
Граница (хинд. बॉर्डर) је индијски филм из 1997. године. Филм је адаптација из реалних животних догађаја који су се догодили у бици код Лонгевала током индо-пакистанског рата 1971 године.

## Улоге
| Глумац            | Улога                                 |
| ----------------- | ------------------------------------- |
| Сани Деол         | Мајор Кулдип Синг Сандпури            |
| Џеки Шроф         | командант пука Енди Баџва             |
| Сунил Шети        | Помоћник командант Бајрон Синг Б.С.Ф. |
| Акшаје Кана       | Поручник Дарамвир Синг                |
| Пунит Исар        | Субедар Ратан Синг                    |
| Судеш Бери        | Најб Субедар Матура Дас               |
| Кулбушан Карбанда | Хавилдар Багирам                      |
| Табу              | Кулдипана жена                        |
| Пуја Бхат         | Камла                                 |